# Самгин, Иван Дмитриевич
Иван Дмитриевич Самгин (1873—1921) — русский художник.

## Биография
Родился 17 июня 1873 года в Тамбове. Был старшим из восьми детей в зажиточной семье. Его отец, Дмитрий Яковлевич Самгин, был квалифицированным мастером-закройщиком на кожевенном заводе, имел некоторую недвижимость (несколько домов) и породистых лошадей, в какой-то период лучших в России. Своего первенца Дмитрий Самгин хотел учить по коммерческой части, но Иван Дмитриевич пожелал стать художником.

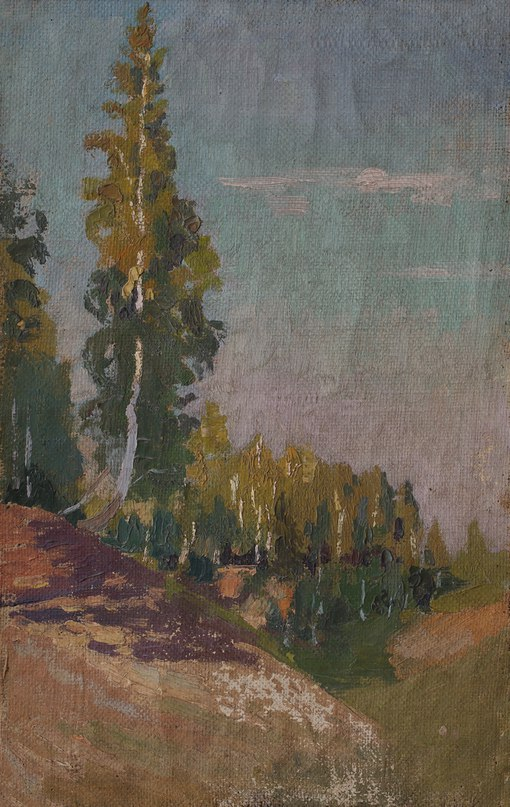
Береза на склоне
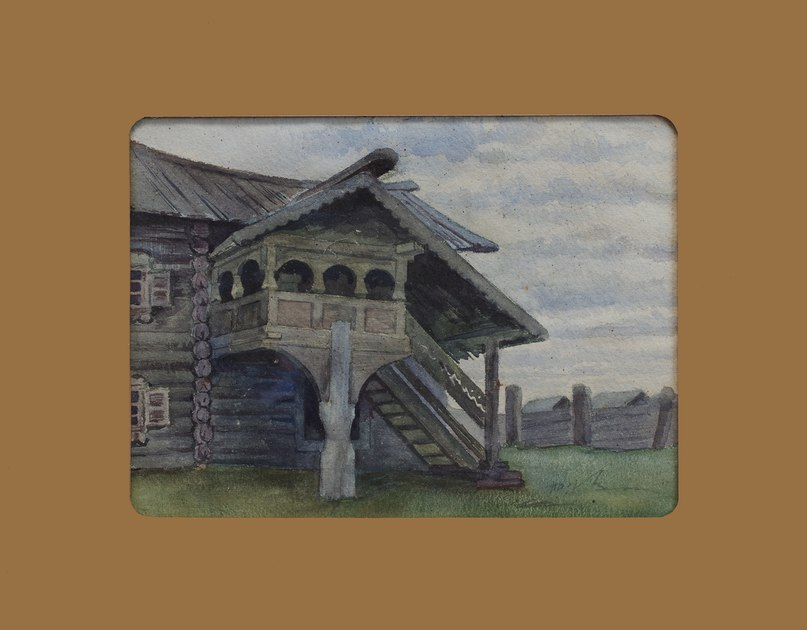
Домик прасолки в Закамышловке

Отец об этом и слышать не хотел. Разгневавшись, он не то проклял сына, не то отказался от него. Так и ушел Иван Дмитриевич с попутным обозом пешком в Москву, учиться. За годы учебы отец ничем не помогал сыну, и жене не разрешал помогать (впрочем, Любовь Михайловна иногда тайком посылала сыну с обозом то сшитую дома рубашку, то еще какую-нибудь малость). И в каникулы молодой художник не смел приехать домой. Спасибо, нашелся меценат (к сожалению, фамилия его не известна), у которого Иван Самгин проводил каникулы.

## Годы учёбы
Учился в Московском Училище Живописи, Ваяния и Зодчества (поступил в сентябре 1891 г.), окончил полный курс по наукам в 1896-97 годах с получением свидетельства и перечнем предметов (закон Божий, русский язык, арифметика, геометрия, всеобщая история, русская история, история искусства, география, линейная и теневая перспектива, анатомия). По искусству прошел обучение в головном, фигурном и натурном классах, и завершил обучение в 1897-98 гг. В отличие от Академии художеств, в Училище царили демократические традиции передвижников. Со времен учения сохранились личное дело И. Д. Самгина (), записка князя Львова (тогдашнего директора Училища), каталог XVI-й ученической выставки (1893 г.), визитка художника Н. П. Ульянова (с запиской к коллекционеру С. И. Щукину ***с просьбой показать коллекцию). В отличие от картинной галереи П. М. Третьякова, коллекция Щукина не была открыта любому посетителю, для осмотра требовалось личное обращение к владельцу. Сохранились также учебные работы (выполненные углем и маслом) и выпускная работа (рисунок углем с гипсовой скульптурной группы). На ней надпись, сделанная И. Д. Самгиным: «Покорнейше прошу г.г. преподавателей дать мне звание учителя рисования» (выпускаться учителем, а не свободным художником, его убедила мать, переживавшая за будущее сына.

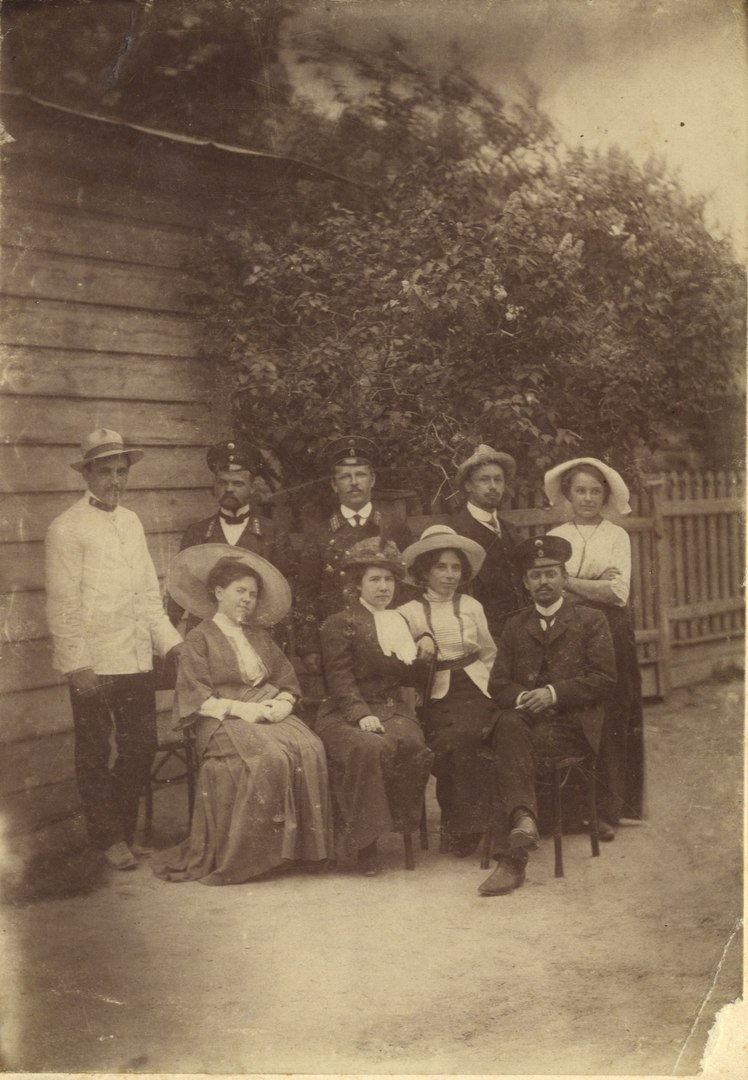
Группа камышловских гимназических преподавателей, 1911 (или 1912) г

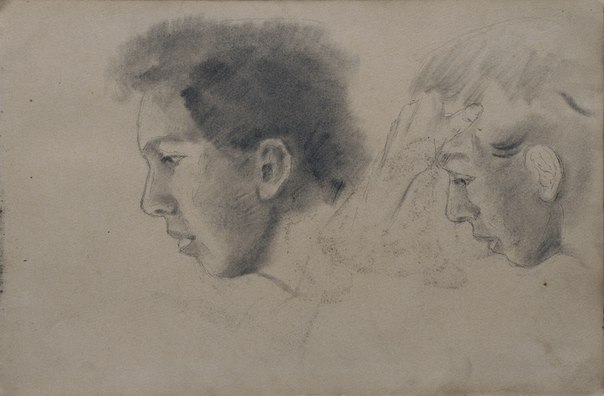
Наброски (выполнены в годы учёбы)
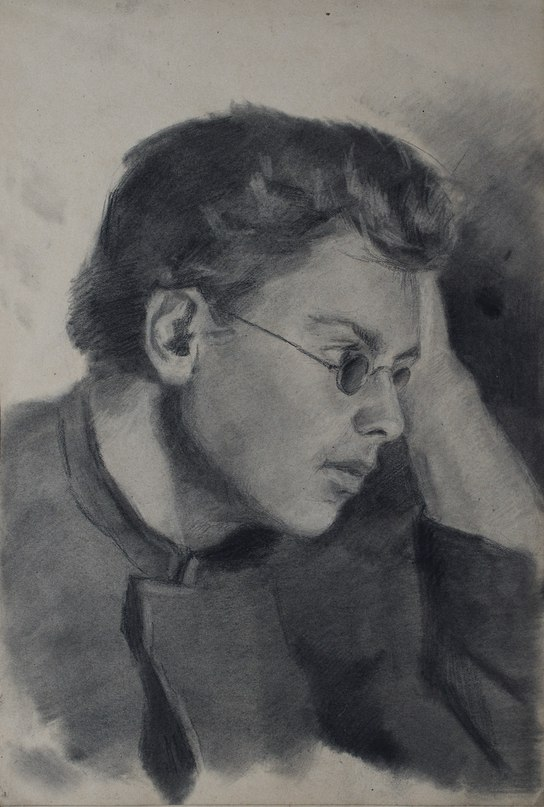
Портрет (выполнен в годы учёбы)
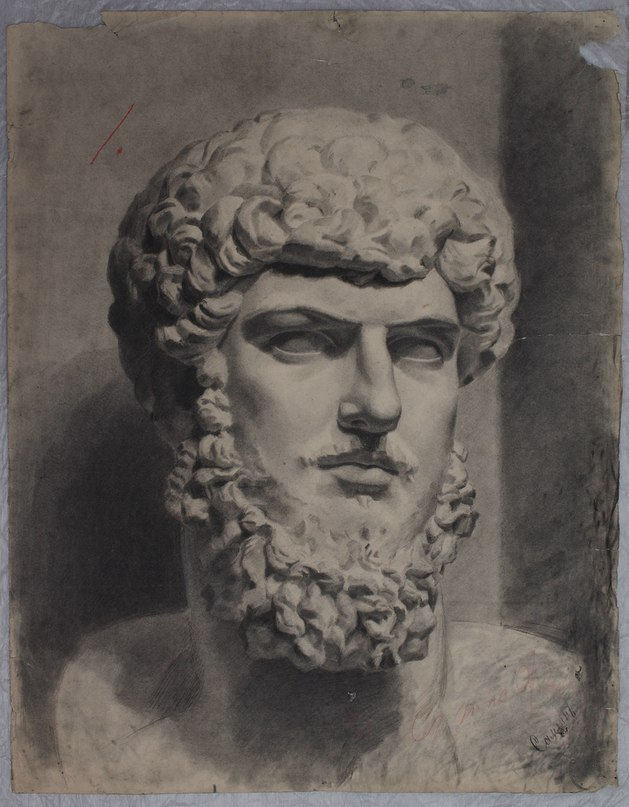
Учебная работа
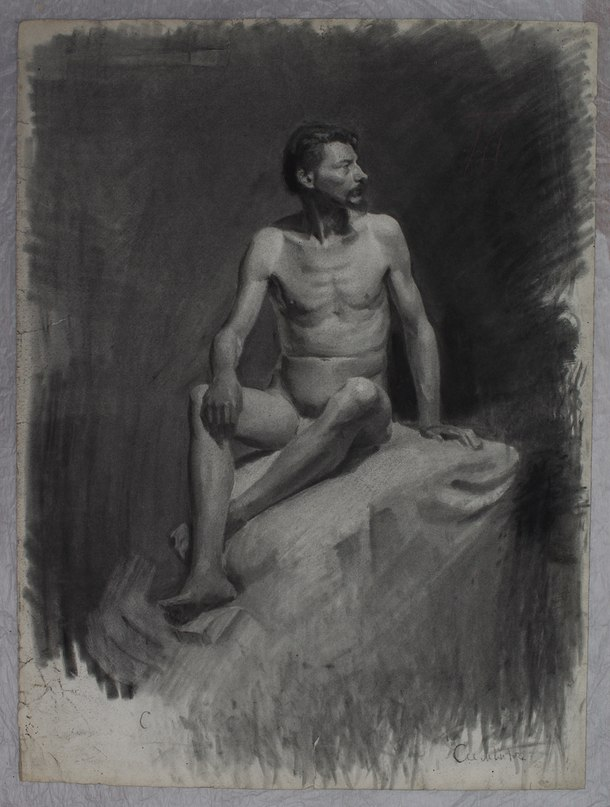
Натурщик. Учебная работа

## Служба
По окончании учебы, Иван Дмитриевич был направлен в г. Камышлов Екатеринбургского уезда Пермской губернии преподавателем рисования в женскую гимназию. После открытия мужской гимназии, преподавал и там. В какой-то период преподавал в Реальном училище, но это было еще до работы в мужской гимназии. Кроме того, вел воскресную школу для любителей рисования.
Женился в 1900 г. на красивой бесприданнице Елизавете Семеновне Федоровой, родственнице другого преподавателя гимназии Михаила Васильевича Сыромятникова. В браке с Елизаветой Семеновной Иван Дмитриевич прожил всю жизнь. В их семье родилось четверо детей.

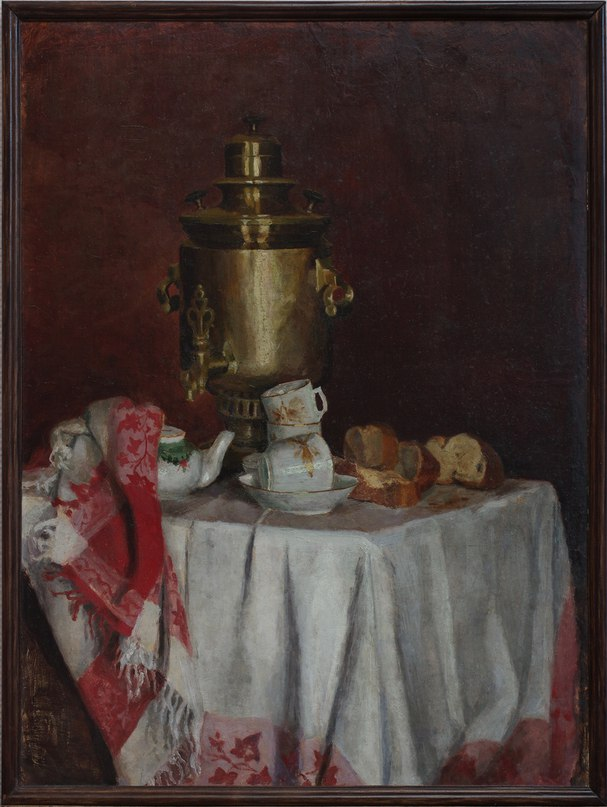
Натюрморт с самоваром
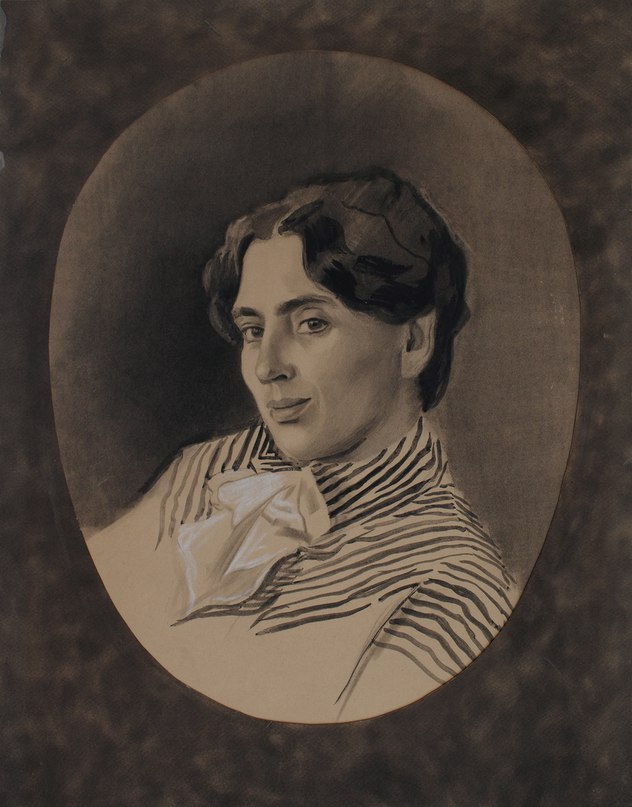
Портрет Елизаветы Семеновны Самгиной

У преподавателей гимназии имелись чины. И. Д. Самгин (как и М. В. Сыромятников) имел чин надворного советника (чин VII класса по Табели о рангах, эквивалент подполковника в армии). Дети художника считали, что это совсем маленький чин. Видимо, таково было отношение к чинам самого Ивана Дмитриевича.
И как дополнение к двадцатилетней преподавательской работе в гимназии, удостоверение, выданное в 1919 г,, подробно описывает двадцатилетнюю работу И. Д. Самгина в Попечительском Совете Камышловской женской гимназии.

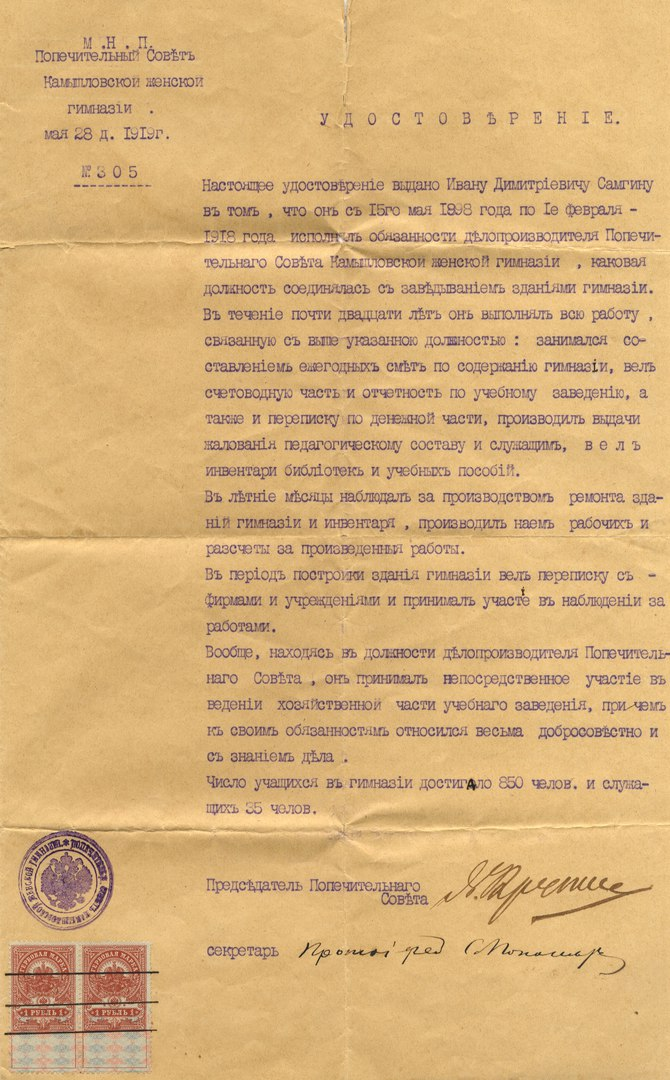
Удостоверение, выданное в 1919 г,, подробно описывает 20-летнюю работу И. Д. Самгина в Попечительском Совете Камышловской женской гимназии

## Творчество

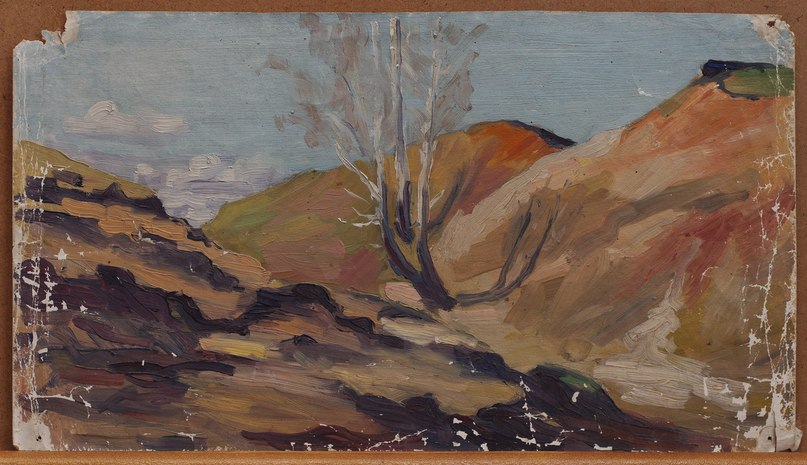
Этюд
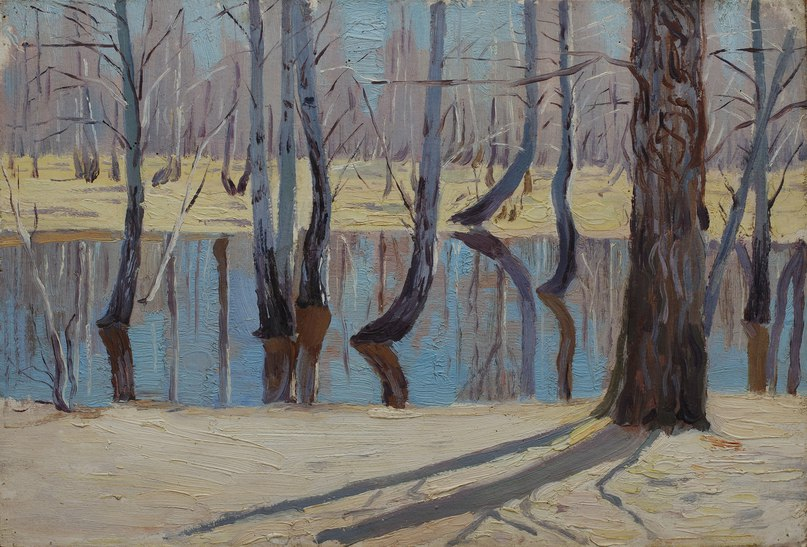
Весенний этюд
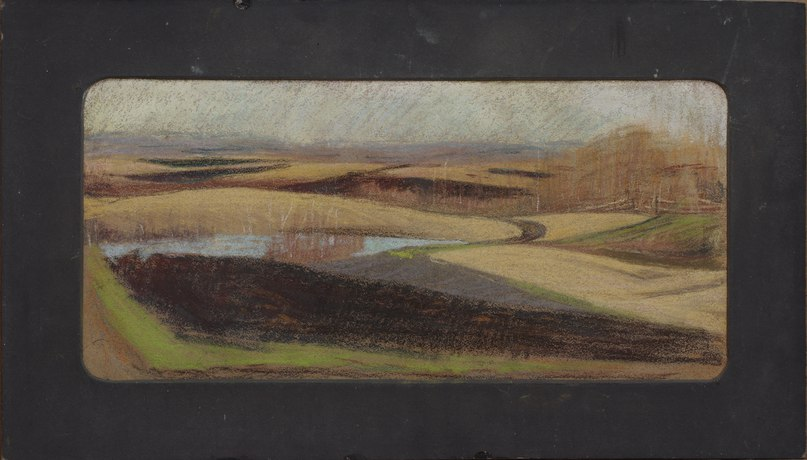
Местность вблизи села Тёмного
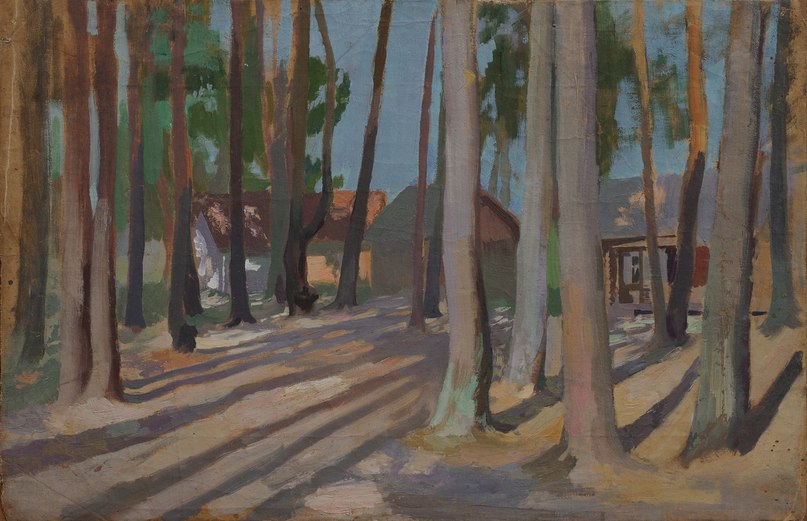
Бамбуковка (дачная местность)

Заказов на написание картин, насколько известно, Иван Дмитриевич не брал. Но сам постоянно работал — писал этюды, картины, не раз писал портреты жены. На многочисленных пейзажах запечатлены Камышлов и его окрестности. Одним из постоянных сюжетов был Бобылевский сад, запечатленный в различные часы.
Вот как вспоминает об этом камышловская поэтесса Клавдия Михайловна Новожилова: «В нашем краеведческом музее есть три картины, подаренных внучкой камышловского художника И. Д. Самгина, бывшего преподавателя рисования в мужской и женской гимназиях. На двух картинах изображен Бобылевский сад. На одной из них художник нарисовал сад в вечернее время. На темно-зеленом фоне и в центре сада яркие огни около кинотеатра. А на реке разворачивается прогулочная лодка от лодочной станции. Вторая картина также называется „Бобылевский сад“, но изображен сад на ней ранним утром. Вид с северо-запада. Солнце еще не поднялось, хотя небо на востоке уже освещено нежными светлыми красками. У берега две большие купальни, одна из которых принадлежала духовному училищу» ().

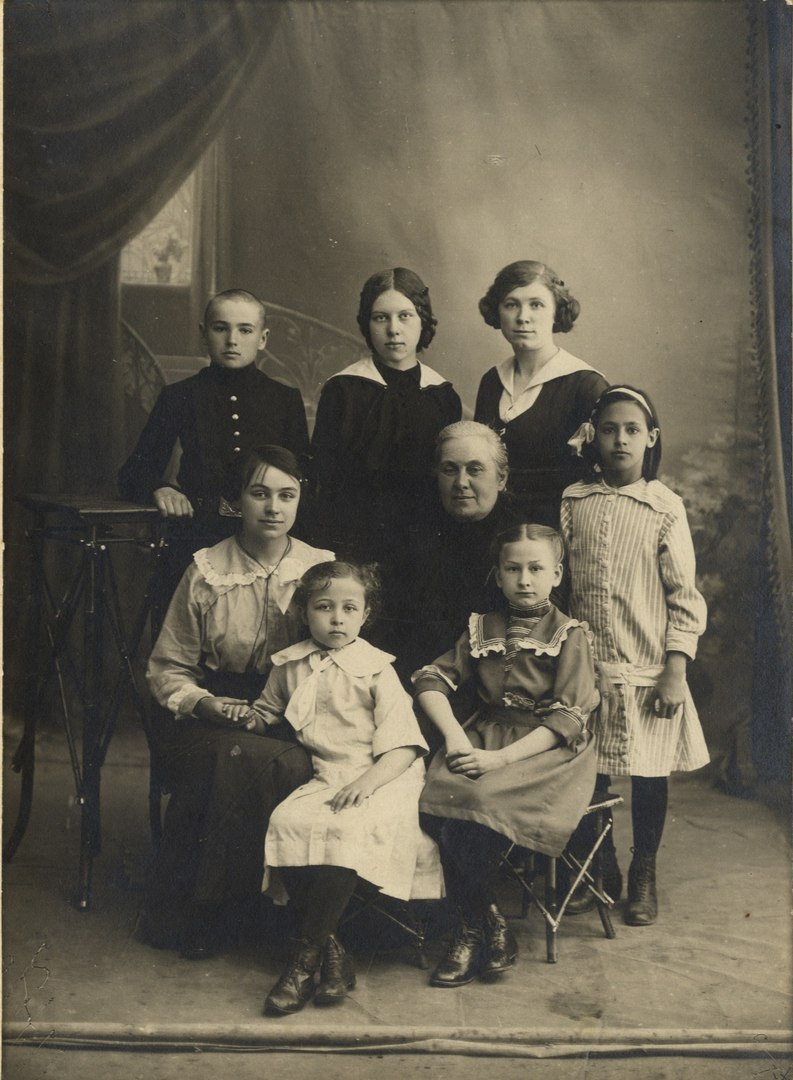
Камышловский преподаватель фортепиано Юлия Романовна Носилова с дочерью Зинаидой Генадиевной и учениками. Крайняя справа стоит Нина Самгина. 1911 (или 1912) г.

Другими постоянными мотивами были Белый Яр и Шадринский тракт, расположенные в окрестностях Камышлова. В то время Шадринский тракт был крупной торговой артерией, связывавшей Камышлов с Шадринском, в котором ежегодно проходили знаменитые ярмарки.

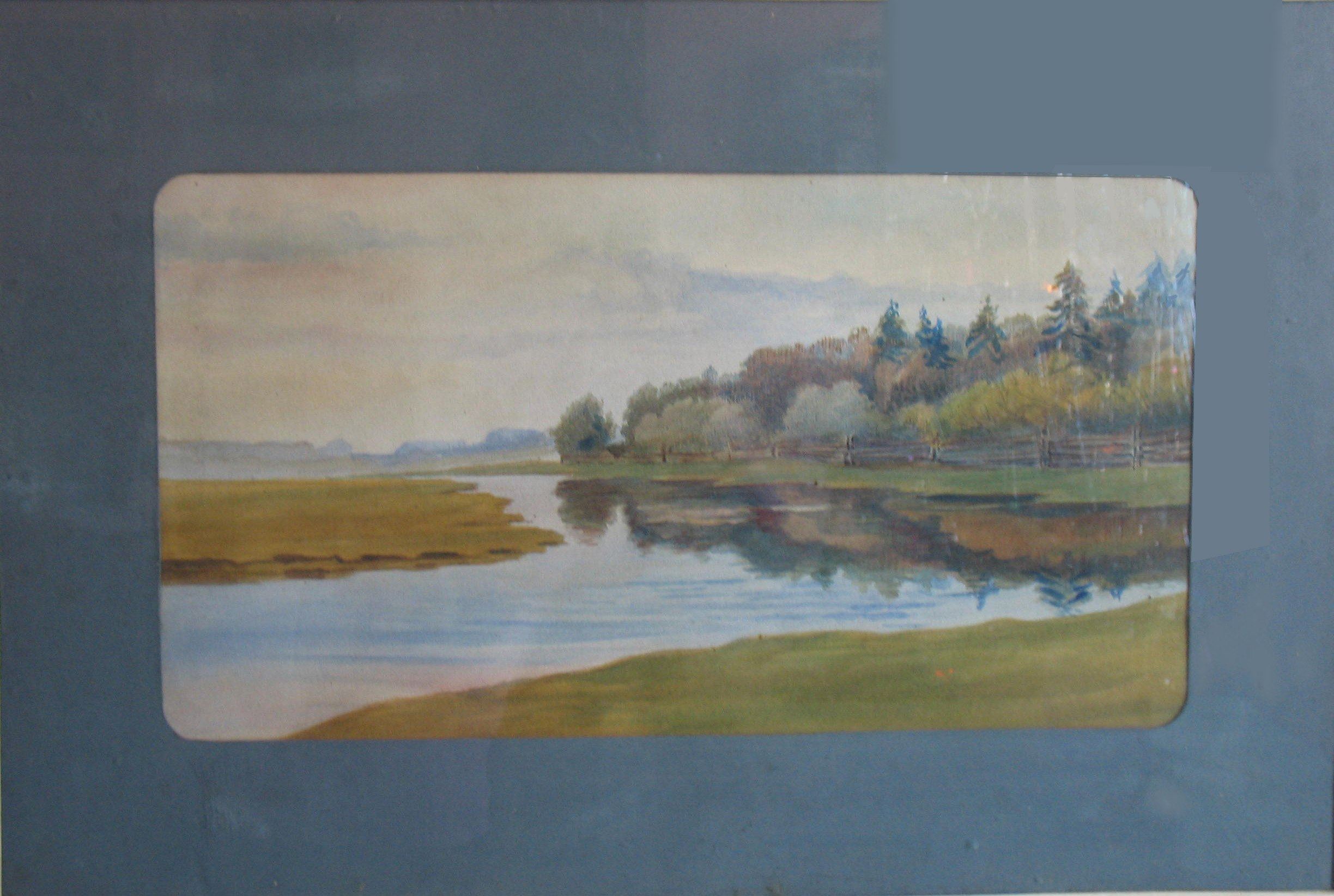
Бобылёвский сад
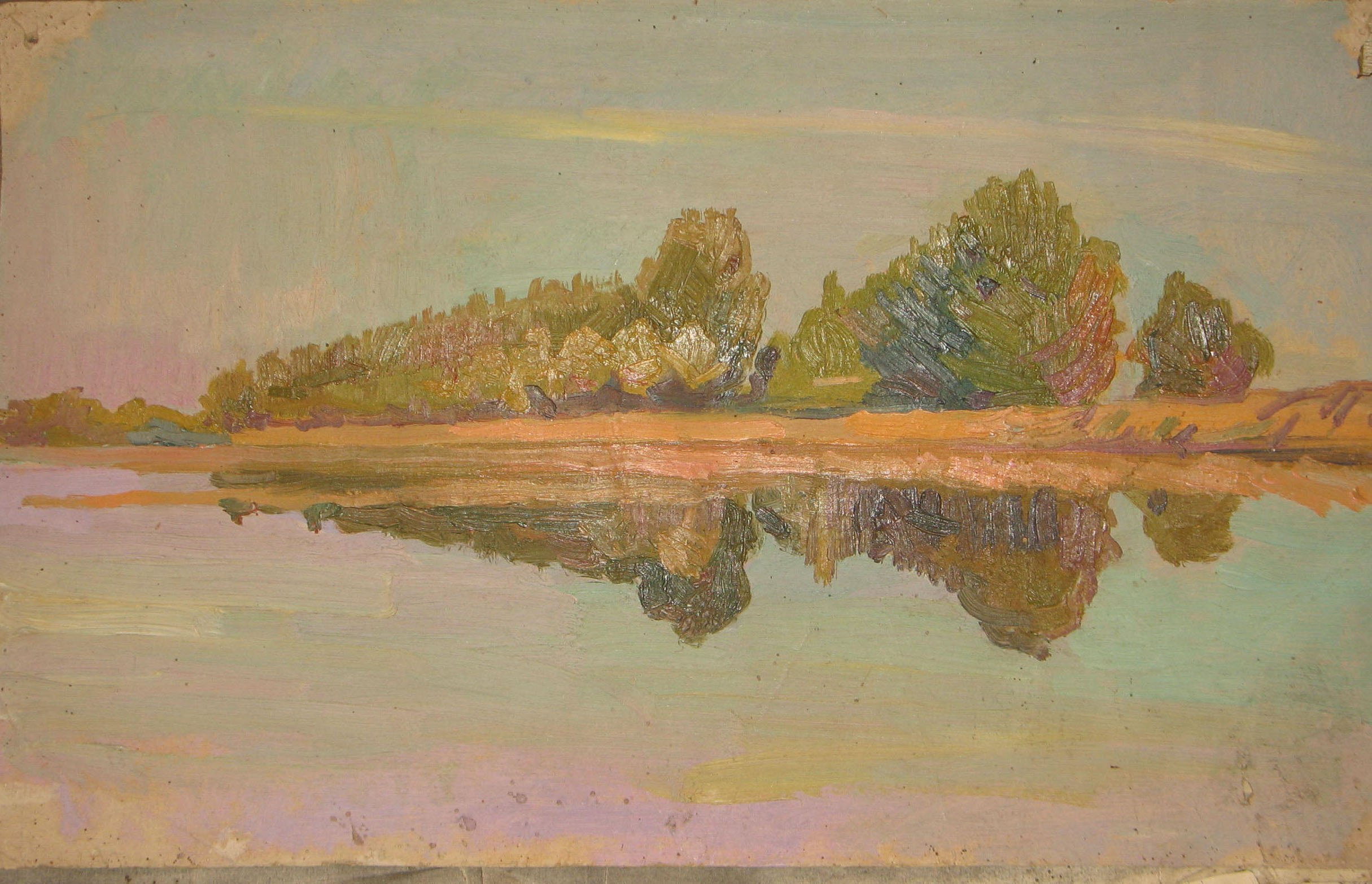
Бобылёвский сад
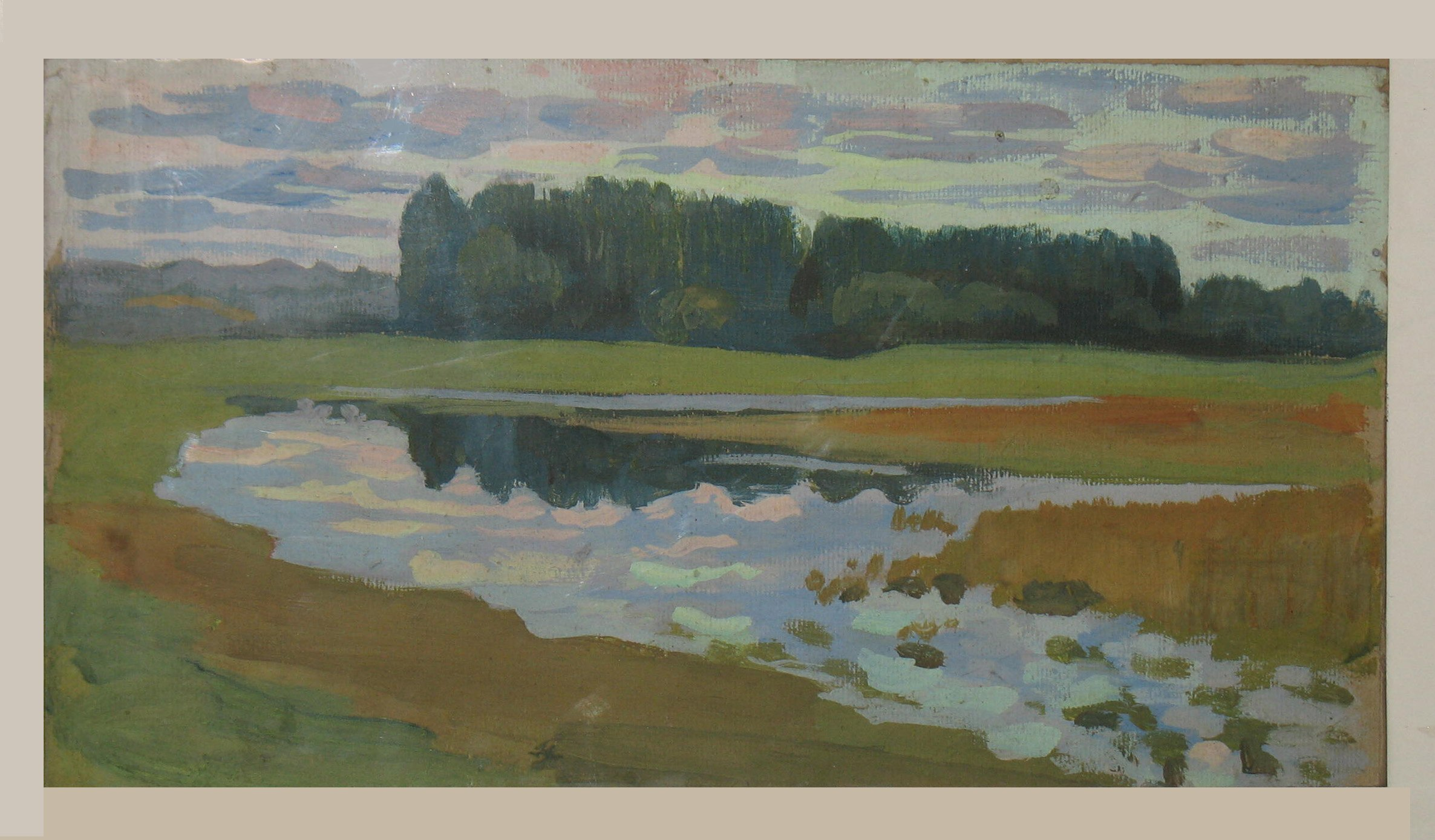
Бобылёвский сад
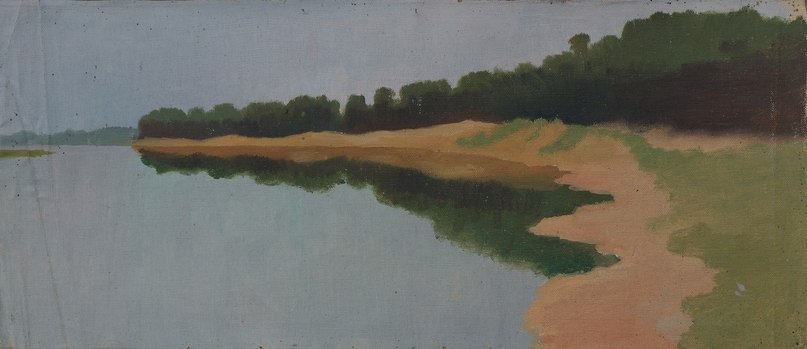
Белый Яр
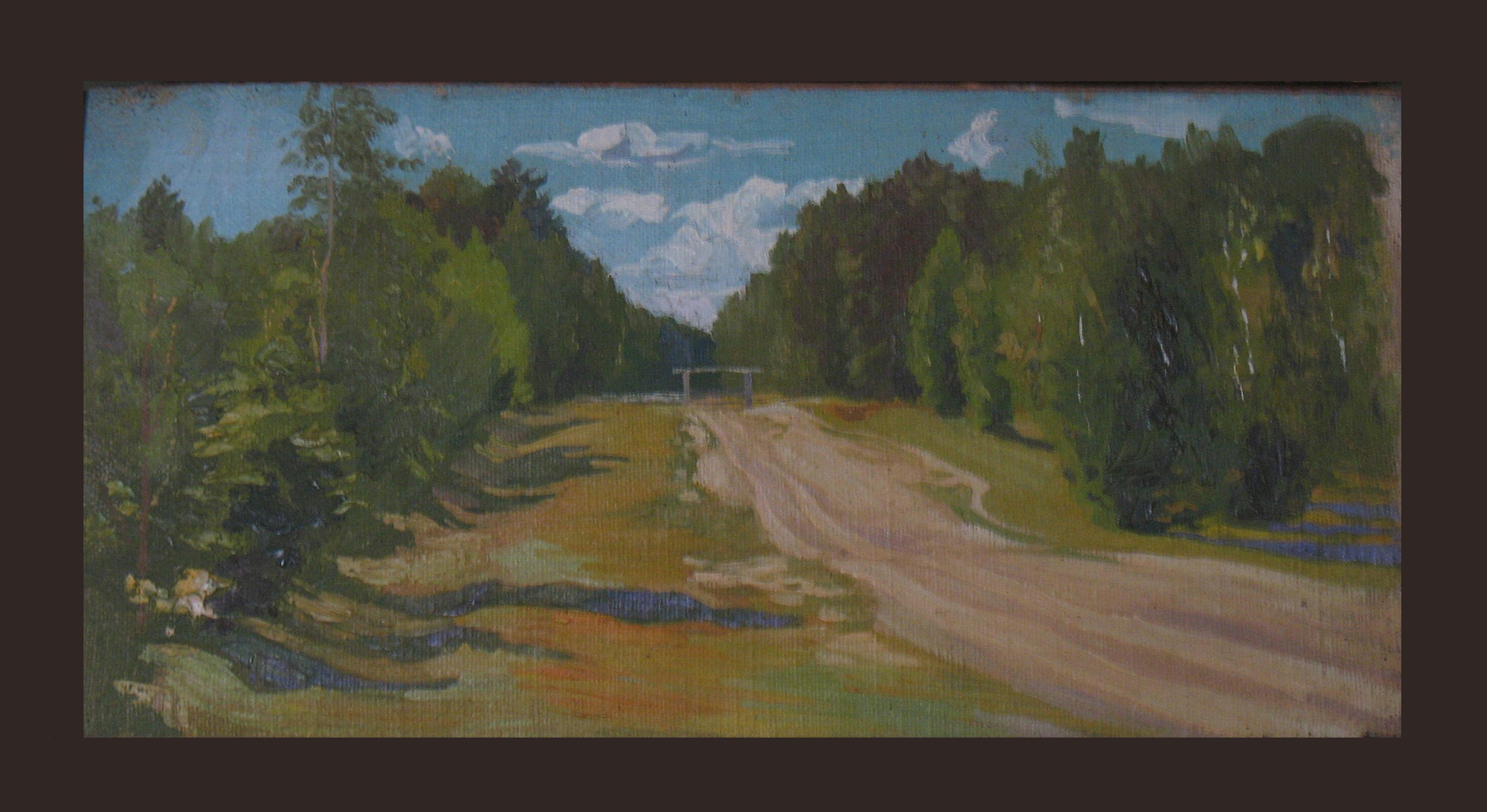
Шадринский тракт

Портреты также занимали в творчестве художника большое значение. Уже учебные работы отмечены глубокой вдумчивостью и психологизмом. Особый интерес представляет «Портрет рыжеволосого юноши (предположительно брата Владимира)». В зрелые годы Иван Дмитриевич неоднократно писал портреты жены.
Очень интересна история создания портрета Носилова Виктора Геннадьевича, погибшего в первую мировую войну. На фотографии преподавателей гимназии 1911 (или 1912) года Виктор Геннадьевич стоит крайний слева (рядом с математиком Макаричевой (в большой шляпе)), крайняя справа стоит его сестра Зинаида Геннадьевна. Слева от неё — И. Д. Самгин. Чтобы хоть чем-то утешить мать, сестра погибшего, Зинаида Геннадьевна Носилова, заказала Ивану Дмитриевичу написать по памяти и по фотографиям портрет Виктора Геннадьевича. Портрет понравился, и мать погибшего с ним не расставалась.

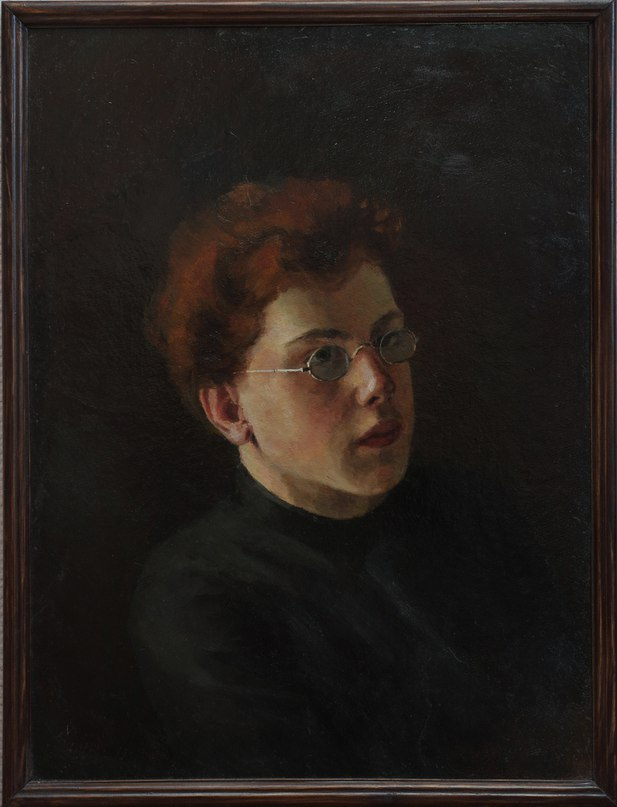
Портрет рыжеволосого юноши
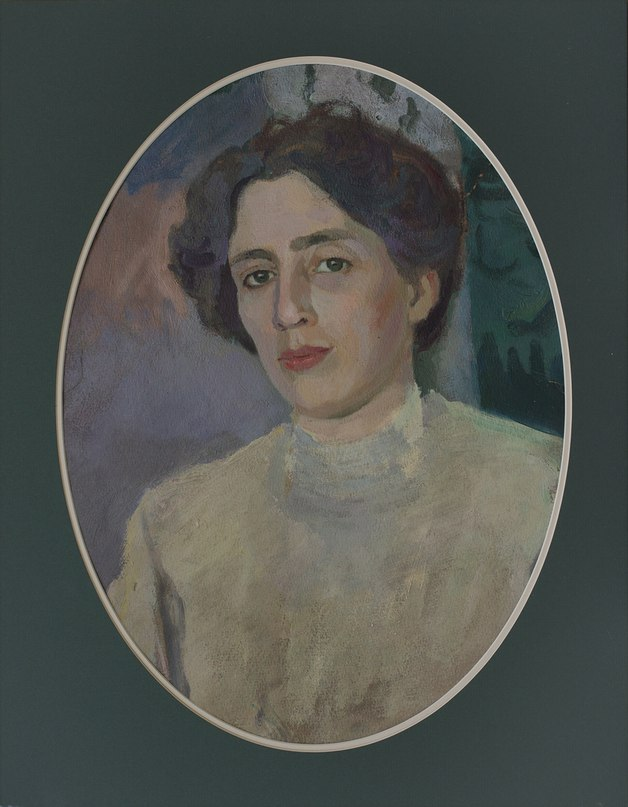
Портрет Е. С. Самгиной

Никаких денег за этот трагический заказ Иван Дмитриевич конечно не взял. Тогда семья заказчицы подарила ему в благодарность за работу большой альбом в кожаном переплёте с монограммой Ивана Дмитриевича Самгина и датой «1915». Этот альбом до сих пор хранится в семье потомков художника. За прошедшее столетие его уникальная отделка прекрасно сохранилась.

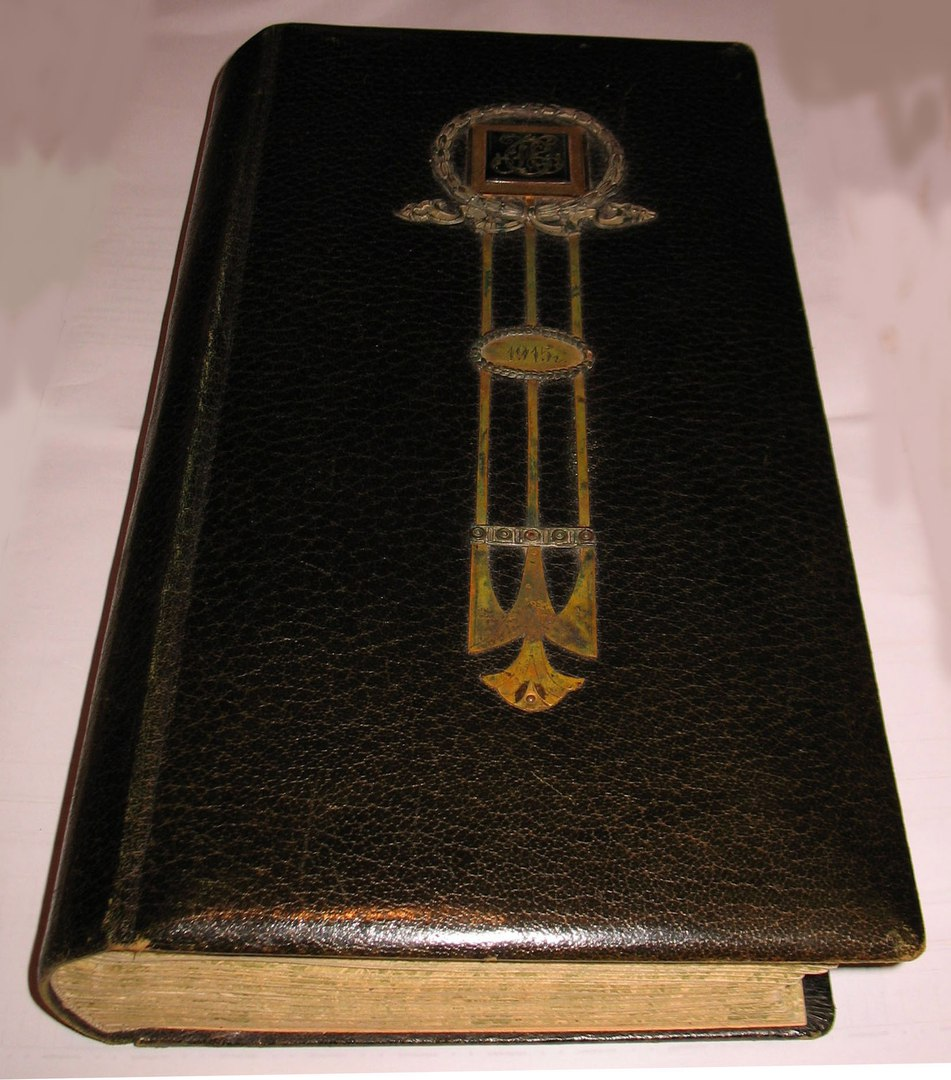
Подарочный альбом в кожаном переплёте с монограммой И. Д. Самгина и датой «1915»

Художник принимал участие в выставках. В частности, выставки бывали в Перми, бывшей на тот момент губернским центром. Сохранился каталог выставки 1914 г. Некоторые работы на выставках покупались. Кроме того, много своих работ художник дарил знакомым. А знакомых у него было немало: коллеги-преподаватели, товарищи по домашнему музицированию (за время учебы в Москве студенты из консерватории поставили Ивану Дмитриевичу голос, и он успешно исполнял множество классических произведений), коллеги по любительскому театру (преподавателю гимназии «не дозволялось» в нем играть, поэтому И. Д. Самгин выступал под псевдонимом Зелененко). В живописной среде также нашлись товарищи, в начале века в Камышлове жил Сергей Васильевич Присёлков, ставший впоследствии деканом живописного факультета Ленинградской Академии Художеств. Однажды вместе с Самгиным он писал свой вариант портрета Елизаветы Семеновны Самгиной.
Благополучный период в жизни семьи Самгиных закончился во время гражданской войны. В феврале 1921 г. И. Д. Самгин умер от брюшного тифа в Екатеринбурге, куда он приехал, чтобы устроиться художником-декоратором в оперный театр и перевезти семью.

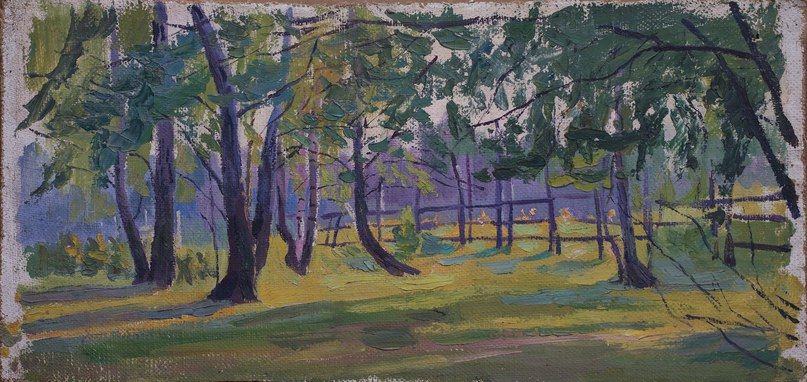
Лесной кордон (у Мироныча)
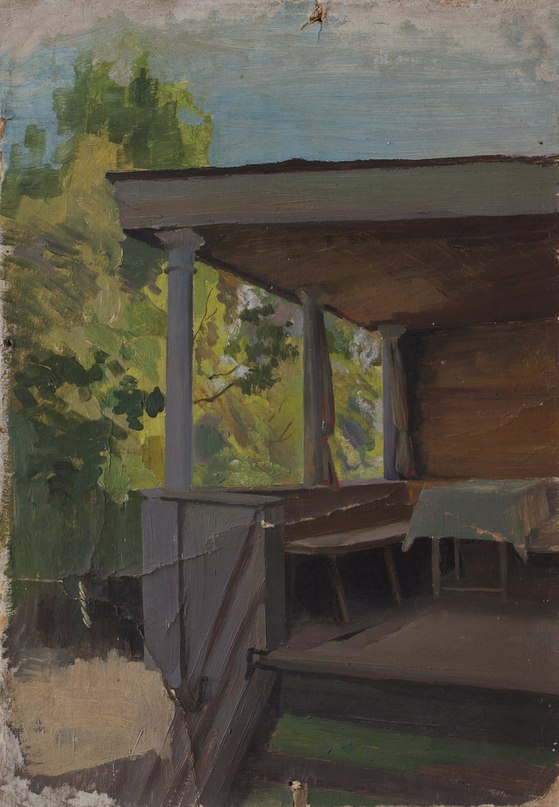
Терраса дома на соборной площади (бывший дом Удинцевой)
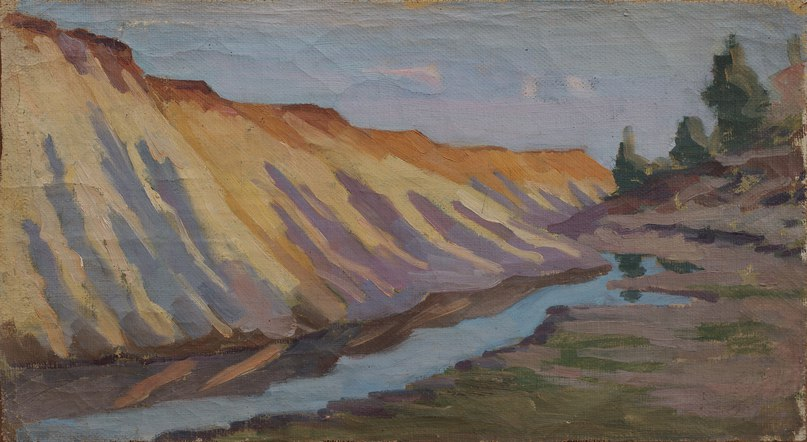
Швейцария